# Txatxalaca ventreblanca
La txatxalaca ventreblanca (Ortalis leucogastra) és una espècie d'ocell de la família dels cràcids (Cracidae) que habita la selva humida, zones negades i matolls del vessant del Pacífic d'Amèrica Central, des del sud de Chiapas fins al nord-oest de Costa Rica.